# ミッコ・オイヴァネン
ミッコ・オイヴァネン（Mikko Tapani Oivanen, 1986年5月26日 - ）は、フィンランドの元男子バレーボール選手。ヒュッテイネン出身。ポジションはオポジット。フィンランド代表。

## 来歴
双子の兄弟マッティ・オイヴァネンと共にバレーボールを始め、2004年、フィンランド・ライシオのクラブへ入団。国内リーグで3シーズンプレーしたのち、2007年にトルコリーグへ移籍。2008年、ポーランドリーグ・ジェシュフのクラブへ移籍した。
2005年、タンペレで行われた欧州リーグ・ドイツ戦で代表デビューを飾り、フィンランド代表として通算74試合に出場。2007年ワールドリーグで頭角を現し、21歳でナショナルチームのレギュラーを獲得。同年欧州選手権ではフィンランド代表のオポジットとしてチーム初の準決勝進出に貢献した。2009年ワールドリーグではインターコンチネンタル・ラウンドのベストスコアラー部門1位となった。
2020年に現役引退。

## 球歴
- ワールドリーグ - 2006年、2007年、2008年、2009年
- 欧州選手権 - 2007年（4位）

## 所属クラブ
- Raision Loimu （2004-2006年）
- Pielaveden Sampo （2006-2007年）
- イスタンブール・ビュユクシェヒル・ベレディイエスィ（2007-2008年）
- レソヴィア・ジェシュフ （2008-2010年）
- イスタンブール・ビュユクシェヒル・ベレディイエスィ（2010-2011年）
- トレフル・グダニスク（2011-2012年）
- Hurrikaani Loimaa（2012年）
- パリ・バレー（2012-2013年）
- 福建（2013-2014年）
- Vammalan Lentopallo（2014年）
- チャルニ・ラドム（2014-2015年）
- ペイカン・テヘランVC（2015-2016年）
- AZSオルシュティン（2016年）
- Hurrikaani Loimaa（2016-2017年）
- オリンピアコス（2017-2018年）
- Police Union（2018-2019年）
- Vammalan Lentopallo（2019-2020年）